# Укртепло
ТОВ «Укртепло» — українська група компаній, що працює на ринку відновлюваної енергетики, один з лідерів галузі. Компанія створена 2011 року і за цей час реалізувала понад 1 000 проектів в 14 регіонах України. Штат працівників – понад 1 400 осіб. 

## Історія[1]
Компанія розпочала свою діяльність з будівництва твердопаливних котелень і заміщення газу відновлюваними джерелами енергії. 2013 року запущено виробництво твердопаливних котлів нового покоління СЕТ. Наступного, 2014 року, спільно зі «Salix Energy» висаджено першу плантацію енергетичної верби для її подальшої переробки на біопаливо. У 2015 році група компаній «Укртепло» підписала ліцензійну угоду про співпрацю з компанією KARA Energy, одним зі світових лідерів у виробництві промислових котлів. 
У 2017 році компанія запустила одну з найбільших в Україні котелень на біопаливі у м. Славутич потужністю 10,5 МВт. У тому ж році розпочали роботу біогазова станція у м. Рівне, міні-гідроелектростанція у Вінницькій області та Центр вирощування енергетичної верби в Київській області, які увійшли в склад групи компаній.
У 2018 році компанія стала інвестором ТОВ "Рівнетеплоенерго" і розпочала масштабну інвестиційну програму модернізації підприємства та заміщення газу відновлюваними джерелами енергії. 
Загалом у 2018 році "Укртепло" реалізувала низку проєктів сумарною встановленою потужністю понад 30 МВт. 
Наразі компанія веде будівництво біоТЕЦ в місті Овруч, Житомирська область, потужністю 5,9 МВт; місті Токмак, Запорізька область, потужністю 8,6 МВт. 
Восени 2019 року розпочали роботу сонячна електростанція на Вінниччині (загальна потужність 4,2 МВт) і біогазова станція в Маріуполі (2,7 МВт).

## Напрямки діяльності[2]
- Виробництво теплової енергії з біомаси;
- Виробництво електроенергії з відновлюваних джерел (біогаз, сонце, гідро);
- Вирощування енергетичної верби;
- Виробництво твердопаливних котлів.